# Safia subvaria
Safia subvaria är en fjärilsart som beskrevs av William Schaus 1906. Safia subvaria ingår i släktet Safia och familjen nattflyn. Inga underarter finns listade.